# دمیر سادیکوویچ
دمیر سادیکوویچ (انگلیسی: Damir Sadiković؛ زادهٔ ۷ آوریل ۱۹۹۵) بازیکن فوتبال اهل بوسنی و هرزگوین است.
وی همچنین در تیم‌های ملی فوتبال Bosnia and Herzegovina national under-19 football team، زیر ۲۱ سال بوسنی و هرزگوین، و بوسنی و هرزگوین بازی کرده‌است.